# Strade di categoria A della Zona 8

Le zone di numerazione per le strade di categoria A della Gran Bretagna

Secondo il sistema di numerazione delle strade della Gran Bretagna, in tali Paesi a ogni strada è assegnata una lettera singola, che rappresenta la categoria della strada, seguita da un numero, composta da 1 a 4 cifre.
Si riporta di seguito l'elenco delle strade di categoria A della Zona 8 in Gran Bretagna, che hanno il punto di partenza a nord della strada A8 e a ovest della strada A9 (strade che iniziano con la cifra 8).

## Strade a cifra singola e a doppia cifra
| Strada | Da           | A             | Note                |
| ------ | ------------ | ------------- | ------------------- |
|        | Greenock     | Edimburgo     | Greenock Glasgow A8 |
|        | Glasgow      | Moodiesburn   |                     |
|        | Glasgow      | Callander     |                     |
|        | Glasgow      | Inverness     |                     |
|        | Tarbet       | Campbeltown   |                     |
|        | Stirling     | Lochearnhead  |                     |
|        | Oban         | Dundee        |                     |
|        | Spean Bridge | Kingussie     |                     |
|        | Invergarry   | Uig           |                     |
|        | Larbert      | Stenhousemuir |                     |
|        | Glasgow      | Newbridge     |                     |

## Strade a 3 cifre
| Strada | Da                                         | A                                                  | Note |
| ------ | ------------------------------------------ | -------------------------------------------------- | --- |
|        | East Whitburn                              | Polmont                                            | |
|        | Glasgow                                    | Champany, Falkirk                                  | |
|        | Glasgow                                    | Dumbarton                                          | Per lo più incorporata dalle strade A82 e A814                                                                                  |
|        | Torrance                                   | Milngavie                                          | |
|        | Bearsden                                   | Bearsden                                           | |
|        | Bearsden                                   | A811 vicino a Croftamie e Drymen                   | |
|        | Bearsden                                   | Duntocher                                          | |
|        | Balloch                                    | Stirling                                           | |
|        | Dennystown                                 | Renton                                             | |
|        | Dumbarton                                  | Balloch                                            | |
|        | Glasgow                                    | Arrochar                                           | Incorpora la Clydeside Expressway a Glasgow                                                                                     |
|        | Cairndow                                   | Dunoon                                             | |
|        | Lochgilphead                               | Oban                                               | |
|        | Loch Lomondside                            | Garelochhead                                       | |
|        | Arden                                      | Helensburgh                                        | |
|        | Inveraray                                  | Lochawe                                            | |
|        | Dunblane                                   | Doune                                              | |
|        | Braeval                                    | Kilmahog                                           | |
|        | Greenloaning                               | Inver                                              | |
|        | Rosyth                                     | Muthill                                            | |
|        | Muirtown                                   | Aberuthven                                         | |
|        | Milton                                     | Aberfeldy                                          | |
|        | Ballinluig                                 | Mid Lix                                            | |
|        | Connel                                     | Ballachulish                                       | |
|        | Fort William                               | Mallaig                                            | |
|        | Drumnadrochit                              | Beauly Firth                                       | |
|        | Cromarty                                   | A835 vicino a Braemore                             | |
|        | Milton                                     | Balchraggan                                        | |
|        | Dingwall                                   | Contin                                             | |
|        | A9 e A832 vicino a Tore                    | Ledmore                                            | Percorso primario per il traghetto di Stornoway a Ullapool                                                                      |
|        | Tain                                       | John o' Groats                                     | |
|        | Inveran                                    | Lochinver                                          | |
|        | Lairg                                      | Tongue                                             | |
|        | Vicino a Golspie                           | Rosehall                                           | |
|        | Brodick                                    |                                                    | Percorso circolare sull'isola di Arran                                                                                          |
|        | Rothesay                                   |                                                    | |
|        | Lussagiven                                 | Ardbeg                                             | |
|        | Bridgend                                   | Portnahaven                                        | |
|        | Isola di Mull                              | Tobermory                                          | |
|        | A848 a Salen                               | Fionnphort                                         | |
|        | Dunvegan Castle                            | A87                                                | |
|        | Armadale                                   | A87                                                | |
|        | Portree                                    | Uig                                                | |
|        | Stornoway, isola di Lewis                  | Port Nis, isola di Lewis                           | |
|        | Stornoway, isola di Lewis                  | Barabhas, isola di Lewis                           | via Carloway |
|        | Stornoway, isola di Lewis                  | Rodel, isola di Harris                             | |
|        | A830 vicino a Kinlocheil                   | A830 a Lochailort                                  | il percorso diretto lungo la A830 misura 14 miglia; questa strada misura 70 miglia                                              |
|        | Inverness                                  | Ardullie                                           | |
|        | Dunvegan                                   | A87                                                | |
|        | North Uist                                 | Lochboisdale                                       | |
|        | Stornoway, isola di Lewis                  | Portnaguran, isola di Lewis                        | |
|        | Clachan na Luib                            | Sruth Mor                                          | |
|        | A859 appena fuori Tarbert, isola di Harris | terminal del traghetto di Tarbert, isola di Harris | |
|        | Falkirk                                    | Stirling                                           | |
|        | Nyadd                                      | Blairhoyle                                         | |
|        | Baptiston vicino a Killearn                | Kepculloch vicino a Balfron                        | |
|        | Airth                                      | Kincardine                                         | In precedenza includeva il Kincardine Bridge, ma ora include il Clackmannanshire Bridge.                                        |
|        | Renfrew (A741 a Town Hall)                 | Renfrew (A8)                                       | |
|        | Glasgow                                    | A807 vicino a Bardowie                             | |
|        | Ardbeg                                     | Blairmore                                          | |
|        | Wick                                       | Georgemas                                          | |
|        | Falkirk                                    | Denny                                              | |
|        | Achnalea                                   | Lochaline                                          | |
|        | Sandbank                                   | Dunoon                                             | |
|        | Port Bannatyne                             | Strachur                                           | |
|        | Invermoriston                              | Bun Loyne                                          | |
|        | Barra                                      |                                                    | |
|        | Dalwhinnie                                 | Laggan                                             | |
|        | Auchtertyre                                | Achnasheen                                         | |
|        | Strathblane                                | Auchinreoch                                        | |
|        | Ullapool: raccordo della A835              | Ullapool: terminal del traghetto                   | La Shore Street di Ullapool, che collega il percorso della A835 proveniente da Inverness al terminal del traghetto di Stornoway |
|        | Inchnadamph                                | Laxford Bridge                                     | |
|        | Strathcarron                               | Kinlochewe                                         | |
|        | Helmsdale                                  | Halladale Bridge                                   | |
|        | Erskine Bridge                             | Old Kilpatrick                                     | |
|        | Broxburn                                   | Livingston                                         | |

## Strade a 4 cifre
| Strada | Da                | A             | Note |
| ------ | ----------------- | ------------- | ---- |
|        | Forth Road Bridge | M9            |      |
|        | Ballochandrain    | Tighnabruaich |      |
|        | Kirkintilloch     | Kirkintilloch |      |
|        | Airdrie           | Airdrie       |      |
|        | Cumbernauld       | Cumbernauld   |      |
|        | Clydebank         | Duntocher     |      |